# Misa Rumi
Misa Rumi  o San Juan de Misa Rumi es una localidad argentina ubicada en el Departamento Santa Catalina de la provincia de Jujuy. Se encuentra en la Puna Occidental, sobre la Ruta Provincial 7, a 50 km de Rinconada y 25 km de Casa Colorada, 4 km al este de la Ruta Nacional 40.
La localidad es el primer pueblo solar andino, cuenta con una pequeña planta solar fotovoltaica, un generador de energía eólica, completa sus necesidades energéticos con un pequeño generador de gasoil y en la escuela funciona una calefacción solar, también tiene colectores solares para agua caliente y varias cocinas solares parabólicas, además una cocina solar con almacén térmico para cocinar de noche y una cocina solar comunitario con horno para panificar.

## Toponimia
El nombre proviene de una piedra de grandes dimensiones en las que San Francisco Solano celebró una misa en el siglo XVIII, Misa Rumi significa piedra para hacer misas en quichua.

## Turismo
Cuenta con un pequeño templo católico y en su patio interior una cisterna muy bien conservada.Sobre el acceso se encuentra una iglesia y monasterio Franciscano de edad 1580, recién refaccionada Además esta la casa ecológica de la Fundación EcoAndina, EcoHuasi, con alojamiento y parque técnico de aplicaciones solares. Hay dos pequeños plantas fitoterrestres ( Plantas biológicas para el tratamiento de líquidos sanitarios). Muy interesante y con linda vista el bombeo solar más alto de la puna de 107 m desde el cañadón del río Oros para posibilitar la provisión con agua potable, construido en 1992.